# Hans Dollinger
Hans Dollinger (* 5. Februar 1929 in Biberach an der Riß; † 13. November 2022) war ein deutscher Schriftsteller, Sachbuchautor und Herausgeber.

## Werdegang
Dollinger war zunächst Buchhändler und wurde dann Journalist. Von 1958 bis 1962 arbeitete er als Redakteur für die Zeitschrift Die Kultur, dann zog er nach München, wo er als Lektor und freier Autor tätig war. Dollinger publizierte vor allem populärwissenschaftliche Bücher zur Zeitgeschichte.
Im Jahr 1958 lernte er Oskar Maria Graf kennen. Nachdem Graf 1967 verstorben war, veröffentlichte Dollinger mehrere Bücher über den Schriftsteller. 1975 begann er mit der Herausgabe einer 18 Bände umfassenden Graf-Werkausgabe. Zusammen mit der Bayerischen Staatsbibliothek erarbeitete Dollinger eine Ausstellung zu Oskar Maria Graf, die von 1977 bis 1988 in 32 Städten präsentiert wurde. 1992 war er Mitbegründer und bis 2008 Vorstandsmitglied der Oskar-Maria-Graf-Gesellschaft.
Dollinger wurde Mitglied des Verbandes Deutscher Schriftsteller und Mitglied des PEN-Zentrums. 2004 verlieh ihm die Stadt München für besondere Verdienste um die bayerische Landeshauptstadt die Medaille München leuchtet in Silber.

## Publikationen (Auswahl)
als Autor
- (zusammen mit Hans-Adolf Jacobsen) Der Zweite Weltkrieg in Bildern und Dokumenten. 3 Bände. Desch, München-Wien-Basel 1962 f.
- (zusammen mit Rainer Wohlfeil) Die deutsche Reichswehr. Bilder, Dokumente, Texte: zur Geschichte des Hunderttausend-Mann-Heeres 1919–1933. Bernard und Graefe, Wiesbaden 1972.
- Die totale Autogesellschaft. 1972.
- Lachen streng verboten! Die Geschichte der Deutschen im Spiegel der Karikatur. Südwest, München 1972.
- Die Welt in Fakten, Daten, Trends. Heyne, München 1974.
- Lexikon der aktuellen Persönlichkeiten. Heyne 1973 und 1974.
- Schwarzbuch der Weltgeschichte. 5000 Jahre der Mensch des Menschen Feind. Südwest, München 1973, ISBN 3-517-00430-8. Mehrere überarbeitete Auflagen auch in anderen Verlagen.
- Oskar Maria Graf — zum 10. Todestag des Dichters am 28. Juni 1977. Redaktion Hans Dollinger. Süddeutscher Verlag, München 1977, ISBN 3-7991-5995-9.
- Edmund Goldschagg 1886–1971. Das Leben des Journalisten, Sozialdemokraten und Mitbegründers der „Süddeutschen Zeitung“. Süddeutscher Verlag, München 1986.
- Weltgeschichte auf einen Blick. Politik, Wirtschaft, Kultur in Text und Bild von den Anfängen bis heute. Erarbeitet im Auftrag der Ploetz-Redaktion. Ploetz, Freiburg im Breisgau – Würzburg 1988, ISBN 3-87640-049-X.
- Kleine Geschichte des Mittelalters. Regionalia, Rheinbach 2013, ISBN 978-3-939722-57-1.

als Herausgeber
- Facsimile-Querschnitt durch Signal. Eingeleitet von Willi A. Boelcke. Scherz, München u. a. 1969.
- Hundert Jahre deutsche Geschichte. 11 Bände. 1963–1967.
- Die letzten hundert Tage. Das Ende des Zweiten Weltkrieges. 1966.
- Außerdem. Deutsche Literatur minus Gruppe 47 = wieviel? 1967.
- Revolution gegen den Staat? 1968.
- Die deutschen Studenten. 1968.
- Hundert Jahre Deutschland 1870–1970. 1970–1973.
- Pipers Kinderlexikon. 1971.
- Kain, wo ist dein Bruder? Was der Mensch im Zweiten Weltkrieg erleiden musste – dokumentiert in Tagebüchern und Briefen. List, München 1983, ISBN 3-471-77324-X. Taschenbuchausgabe: Fischer-Taschenbuch 4374. Fischer, Frankfurt am Main 1987, ISBN 3-596-24374-2.
- (mit Guido Knopp) So entstand die Bundesrepublik. Das geglückte Provisorium. Bitter, Recklinghausen 1990, ISBN 3-7903-0407-7.
- Das Oskar-Maria-Graf-Lesebuch. List, München 1993, ISBN 3-471-77670-2.
- Hexen, Mönche, Rittertum. Das große Buch vom Mittelalter. Area, Erftstadt 2006, ISBN 3-89996-604-X.
- (in Zusammenarbeit mit dem Stadtarchiv München) Die Straßennamen in Münchens Innenstadt. Von der Bavaria zum Friedensengel, vom Siegestor zum Nockherberg. Südwest, München 2001, ISBN 3-517-06474-2.
- Die Münchner Straßennamen. 8. Auflage. Belser, Stuttgart 2016, ISBN 978-3-7630-4039-1.
- Kleine Geschichte des Mittelalters. Regionalia, Rheinbach 2013, ISBN 978-3-939722-57-1.